# Varano Borghi
Varano Borghi là một đô thị ở tỉnh Varese trong vùng Lombardia, có cự ly khoảng 50 km về phía tây bắc của Milan và khoảng 12 km về phía tây namcủa Varese. Tại thời điểm ngày 31 tháng 12 năm 2004, đô thị này có dân số 2.242 người và diện tích là 3,3 km².
Varano Borghi giáp các đô thị: Casale Litta, Comabbio, Inarzo, Mercallo, Ternate, Vergiate.